# جیسون رایتمن
جیسون ریتمن (به انگلیسی: Jason Reitman) کارگردان، فیلم‌نامه‌نویس و تهیه‌کنندهٔ کانادایی/آمریکایی نامزد اسکار است. (۱۹ اکتبر ۱۹۷۷) او کارش را با چند فیلم کوتاه شروع کرد و در سال ۲۰۰۵ با ساخت فیلمی بلند به شهرت رسید. او در فیلمهایش از موضوعات و بحران‌های روز جامعه بدون قربانی کردن صداقت می‌پردازد و فیلم‌های او به اصطلاح فیلم‌های صادقی هستند.

## حرفه
رایتمن اولین کار سینمایی خود را با یک کمدی درام به نام ممنون که سیگار می‌کشید در سال ۲۰۰۶ ساخت. او در این فیلم از بازیگر شناخته شده آمریکایی آرون اکهارت استفاده کرد که برایش یک موفقیت بود.
بعد از این، رایتمن دومین فیلمش را با نام جونو ساخت که یکی از فیلم‌های معتبر سال ۲۰۰۷ شد و او به خاطر این فیلم نامزد اسکار شد.
بعد از موفقیت جونو، رایتمن یکی از فیلمهای تحسین‌شدهٔ سال ۲۰۰۹ را به نام بالا در آسمان با بازی جورج کلونی ساخت. این فیلم نامزد شش جایزهٔ اسکار از جمله بهترین فیلمنامه اقتباسی و کارگردانی برای رایتمن شد. هر چند که به هیچ‌کدام از آنها دست نیافت.

## فیلم‌ها
- فیلم کوتاه: عملکرد (۱۹۹۸)
- فیلم کوتاه: (۱۹۹۹)
- فیلم کوتاه: خدا، ما، حقیقت (۲۰۰۰)
- فیلم کوتاه: قورت (۲۰۰۱)
- فیلم کوتاه: عمو سام (۲۰۰۲)
- فیلم کوتاه: رضایت(۲۰۰۴)
- ممنون که سیگار می‌کشید (۲۰۰۵)
- جونو (۲۰۰۷)
- بالا در آسمان (۲۰۰۹)
- بزرگسالان جوان (۲۰۱۱)
- روز کارگر (۲۰۱۳)
- مردان، زنان و کودکان (۲۰۱۴)
- تالی (۲۰۱۸)
- رقیب پیشتاز (۲۰۱۸)
- شکارچیان روح: افترلایف (۲۰۲۱)
- شنبه شب (۲۰۲۴)